# Contee del Massachusetts
Questa è una lista delle 14 contee Commonwealth del Massachusetts, negli Stati Uniti d'America.

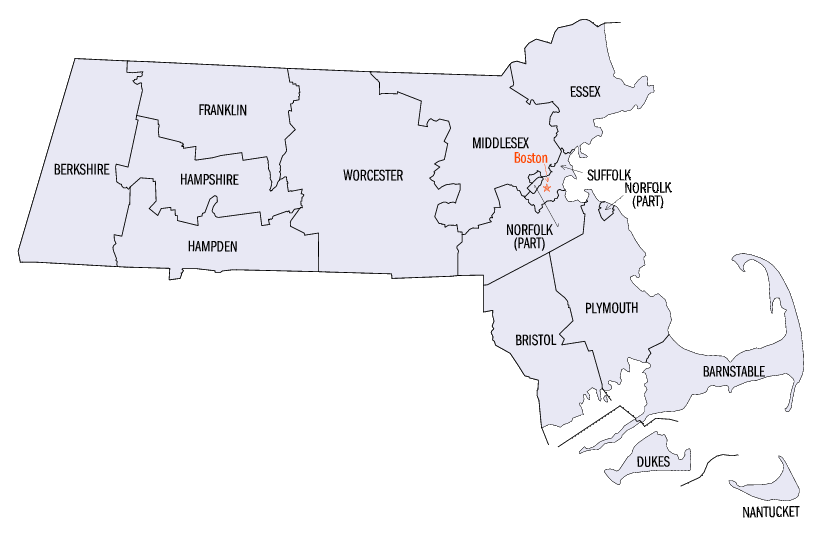
Contee del Massachusetts

## Storia
Il Massachusetts ha abolito otto dei suoi quattordici governi della contea tra il 1997 e il 2000, lasciando cinque contee con il governo locale a livello di contea (Barnstable, Bristol, Dukes, Norfolk, Plymouth) e una, Nantucket, contea che combina il governo della contea con quello della città capoluogo.
Undici contee storiche appartenute al territorio del Massachusetts, in seguito sono diventate parte del territorio della colonia del New Hampshire e dello stato del Maine, entrambi creati dal territorio originariamente sostenuto dai coloni del Massachusetts.
Le contee più antiche del Massachusetts sono Essex, Middlesex e Suffolk, create nel 1643 con la contea di Norfolk originale in seguito assorbita dal New Hampshire; l'attuale contea presente nello stato del Massachusetts non ha alcuna relazione con la moderna Norfolk.
Quando queste contee sono state fondate, facevano parte del Massachusetts Bay Colony, rimaste separate dalla colonia di Plymouth e contee che della colonia fino a 1691.

## Lista
| Nome       | Codice FIPS | Capoluogo di contea | Data di fondazione | Origine | Etimologia | Popolazione | Superficie              | Densità abitanti | Mappa |
| ---------- | ----------- | ------------------- | ------------------ | --- | --- | ----------- | ----------------------- | ---------------- | ----- |
| Barnstable | 001         | Barnstable          | 1685               | Una delle tre contee originali creati nella Plymouth Colony | Prende il nome della città inglese di Barnstaple | 215.888     | 1.026 km² (396 sq mi)   | 210,42           |       |
| Berkshire  | 003         | Pittsfield          | 1761               | Da parte di Hampshire. Il governo è stato abolito nel 2000. | Contea inglese del Berkshire | 131.219     | 2.411 km² (931 sq mi)   | 54,43            |       |
| Bristol    | 005         | Taunton             | 1685               | Una delle tre contee originali creati nella Plymouth Colony | Prende il nome dalla città portuale inglese di Bristol | 548.285     | 1.440 km² (556 sq mi)   | 380.75           |       |
| Dukes      | 007         | Edgartown           | 1695               | Dalla Martha's Vineyard e Elizabeth. | In precedenza era la Contea di Dukes della Provincia di New York fino al 1691, il territorio un tempo era letteralmente il possesso demaniale dei duchi di York | 16.535      | 269 km² (104 sq mi)     | 61,47            |       |
| Essex      | 009         | Salem e Lawrence    | 1643               | Una delle quattro contee originali creati nel Massachusetts Bay Colony. Il governo è stato abolito nel 1999.                                                                        | Contea inglese di Essex | 743.159     | 1.290 km² (498 sq mi)   | 576,09           |       |
| Franklin   | 011         | Greenfield          | 1811               | Da parte di Hampshire. Il governo è stato abolito nel 1997. | Benjamin Franklin (1706–1790), scienziato, diplomatico e politico americano                                                                                     | 71.372      | 1.818 km² (702 sq mi)   | 39,26            |       |
| Hampden    | 013         | Springfield         | 1812               | Da parte di Hampshire. Il governo è stato abolito nel 1998. | John Hampden (1595—1643), deputato inglese del XVII secolo | 463.490     | 1.601 km² (618 sq mi)   | 289,50           |       |
| Hampshire  | 015         | Northampton         | 1662               | Territorio non organizzato nella parte occidentale del Massachusetts Bay Colony. Il governo è stato abolito nel 1999.                                                               | Contea inglese del Hampshire | 158.080     | 1.370 km² (529 sq mi)   | 115,39           |       |
| Middlesex  | 017         | Cambridge e Lowell  | 1643               | Una delle quattro contee originali creati nel Massachusetts Bay Colony. Il governo è stato abolito nel 1997.                                                                        | Contea inglese di Middlesex | 1.503.085   | 2.134 km² (824 sq mi)   | 704,35           |       |
| Nantucket  | 019         | Nantucket           | 1695               | Isola di Nantucket, in precedenza aveva fatto parte della Contea di Dukes della Provincia di New York fino al 1691, quando parte del territorio è stato assegnato al Massachusetts. | Dalla città di Nantucket, a sua volta deriva da una parola Wampanoag dal significato "luogo di pace"                                                            | 10.172      | 124 km² (48 sq mi)      | 82,03            |       |
| Norfolk    | 021         | Dedham              | 1793               | Da parte di Suffolk. | Contea inglese del Norfolk | 670.850     | 1.036 km² (400 sq mi)   | 647,54           |       |
| Plymouth   | 023         | Plymouth e Brockton | 1685               | Una delle tre contee originali creati nella Plymouth Colony | Città portuale inglese di Plymouth | 494.919     | 1.712 km² (661 sq mi)   | 289,09           |       |
| Suffolk    | 025         | Boston              | 1643               | Una delle quattro contee originali creati nel Massachusetts Bay Colony. Il governo è stato abolito nel 1999.                                                                        | Contea inglese del Suffolk | 722.023     | 150 km² (58 sq mi)      | 4.813,49         |       |
| Worcester  | 027         | Worcester           | 1731               | Da parte di Suffolk. From parts of Hampshire, Middlesex e Suffolk. Il governo è stato abolito nel 1998.                                                                             | Prende il nome in onore dalla città inglese di Worcester e la Battaglia di Worcester nella Guerra civile inglese del 1651, una vittoria parlamentare            | 798.552     | 3.919 km² (1.513 sq mi) | 203,76           |       |